# Johann I. (Pfalz-Zweibrücken)
Johann I. von Pfalz-Zweibrücken der Hinkende (* 8. Mai 1550 in Meisenheim; † 12. August 1604 in Germersheim) war von 1569 bis zu seinem Tode Pfalzgraf und Herzog von Pfalz-Zweibrücken und betätigte sich auch als Genealoge seines Hauses und des Hauses seiner Gemahlin Magdalena von Jülich-Kleve-Berg. Er begründete die jüngere Linie Zweibrücken.

## Leben
Johann war der zweite Sohn des Pfalzgrafen und Herzogs Wolfgang von Zweibrücken (1526–1569) aus dessen Ehe mit Anna (1529–1591), Tochter des Landgrafen Philipp I. von Hessen. Um die Erziehung des Prinzen kümmerte sich unter anderem Georg Marius, der reformistisch auf Johann einwirkte und deshalb von Johanns lutherischem Vater entlassen wurde.
Während in der Erbteilung sein älterer Bruder Philipp Ludwig das Fürstentum Pfalz-Neuburg erhielt, fiel Johann das Fürstentum Pfalz-Zweibrücken zu, das sein Vater erheblich finanziell belastet hatte. Deshalb hielt sich Johann zunächst aus Kostengründen am Hof seines Bruders in Neuburg auf, während die Regentschaft in Zweibrücken durch Räte ausgeführt wurde. 1575 trat Johann selbst die Regierung an, konnte jedoch der Schuldenlast trotz teilweiser Übernahme der Schulden durch die Landschaften, in der auch Bürger und Bauern vertreten waren, nicht Herr werden. Im Jahr 1577 unterschrieb Johann die Konkordienformel, nachdem 1570 bereits die lutherische Kirchenordnung erneuert worden war. 1588 ersetzte er in seinem Fürstentum das lutherische Bekenntnis seines Vaters durch das reformierte, was die Beziehungen zu seinen Brüdern nachhaltig belastete. Als weltweit erster Herrscher führte er 1592 die allgemeine Schulpflicht ein. Ab dem Jahr 1593 siedelte Johann Hugenotten in Annweiler an. Johann, der zeitlebens unter einer Behinderung litt und hinkte, kümmerte sich sehr intensiv um die Landesverwaltung. Außenpolitisch näherte sich Johann der Kurpfalz an und sein Sohn Johann II. wurde unter Umgehung seines Vetters Wolfgang Wilhelm von Pfalz-Neuburg im Testament Friedrichs IV. von der Pfalz zum Regenten bestimmt, was zum endgültigen Bruch der ohnehin in der Konfessionsfrage zerstrittenen Linien Pfalz-Zweibrücken und Pfalz-Neuburg führte. 
Johanns Grabstätte in der Zweibrücker Alexanderskirche wurde im Zweiten Weltkrieg zerstört.

## Ehe und Nachkommen
Johann I. heiratete 1579 in Bergzabern Magdalena (1553–1633), Tochter des Herzogs Wilhelm von Jülich-Kleve-Berg, mit der er folgende Kinder hatte:
- Ludwig Wilhelm (1580–1581)
- Maria Elisabeth (1581–1637)

⚭ 1601 Pfalzgraf Georg Gustav von Pfalz-Veldenz (1564–1634)
- Anna Magdalena (*/† 1583)
- Johann II. (1584–1635), Pfalzgraf von Zweibrücken

⚭ 1. 1604 Prinzessin Cathérine de Rohan (1578–1607)
⚭ 2. 1612 Pfalzgräfin Luise Juliane von Simmern (1594–1640)
- Friedrich Kasimir (1585–1645), Pfalzgraf von Zweibrücken-Landsberg

⚭ Prinzessin Emilia Secunda Antwerpiana von Oranien-Nassau (1581–1657)
- Elisabeth Dorothea (1586–1593)
- Sohn (*/† 1588)
- Johann Kasimir (1589–1652), Pfalzgraf von Zweibrücken-Kleeburg

⚭ Prinzessin Katharina von Schweden (1584–1638)
- Tochter (*/† 1590)
- Amalie Jakobäa Henriette (1592–1655)

⚭ 1638 Graf Jakob Franz von Pestacalda († 1645)
- Sohn (*/† 1593)